# Inga macrantha
Inga macrantha é uma espécie vegetal da família Fabaceae.
Apenas pode ser encontrada na Venezuela.